# قانون كارلي
قانون كارلي، قانون إصلاح معايير وإجراءات التحقيق في إساءة معاملة الأطفال في ولاية أوريغون. تم تسمية قانون كارلي لفتاه تبلغ من العمر ثلاث سنوات، كارلي شيهان، التي توفيت نتيجة لإساءة المعاملة والإهمال في عام 2005.

## نبذه عامة
تم تقديم قانون كارلي للمرة الأولى باسم بيل هاوس 3328 في عام 2007. تم تقديمه كنتيجة لوفاة كارلي شيهان في عام 2005. كانت كارلي فتاة تبلغ من العمر ثلاث سنوات توفيت نتيجة للإهمال وسوء المعاملة من صديق والدتها. وُجه انتباه وزارة الصحة والخدمات الإنسانية إلى وضعها، فضلاً عن إنفاذ القانون، الذين قابلوا والدة كارلي وأبها وأمها، وكارلي مرتين وخلصوا إلى أن إصاباتها لم تكن نتيجة لإساءة معاملة الأطفال.

## التاريخ الإجرائي
تم اقتراح مشروع القانون ورعايته من قبل النائبة سارة غيلسر في عام 2007. وتم تمريره من قبل مجلس النواب في ولاية أوريغون بالإجماع في 30 أبريل 2007، بعد ذهابه إلى لجنة الخدمات الإنسانية بمجلس الشيوخ في ولاية أوريغون. أقر مجلس الشيوخ مشروع القانون بالإجماع، وأعيد إلى مجلس النواب مع تعديلات طفيفة. أقر مجلس النواب هذه التعديلات. ووقعها حاكم تيد كولونجوسكي ليصبح قانونًا.

## متطلبات القانون
ينص القانون على تلقي الأطفال المصابين بجروح مشبوهة أثناء التحقيق في سوء المعاملة أن يتلقوا العلاج الطبي في غضون 48 ساعة. تقوم إدارة أوريجون للخدمات الإنسانية ومقدمي الخدمات الطبية المدربين بتقييم الإصابات. يحدد القانون البروتوكول والإجراءات في حالة الاشتباه في سوء المعاملة.

## الميراث
بعد إقرار القانون، ارتفع عدد الأطفال الذين تم تقييمهم كمعرضين لسوء المعاملة في ولاية أوريغون بنسبة 140%. هذا لا يعني ارتفاع عدد الأطفال الذين تعرضوا للإساءة وإنما ارتفاع من تم تسجيلهم. في عام 2009، تم تسجيل 67,885 حالة إساءة، تم إحالة 28,584 منهم إلى التحقيق. قبل تمرير القانون في عام 2007، كان عدد الأطفال المسجلين 46,524 تم إحالة 23,529 منهم إلى التحقيق.

## وصلات خارجية
- مسودة لقانون كارلي